# Liste von Science Centern
Dies ist eine Liste von Science Centern weltweit. Informationen und Erklärungen zum Konzept dieser Art von Museen finden sich im Artikel über Science Center. Diese Seite dient zur Gliederung in der Wikipedia. Externe Links zu vielen der Museen finden sich noch in der entsprechenden Liste der englischen Wikipedia.

## Europa

### Belgien
- EcoHuis Antwerpen, Antwerpen
- Euro Space Center, Wallonien, Belgien
- Hidrodoe, Herentals
- PASS – Parc d'Aventures Scientifiques, Frameries
- Polaris Climate Change Observatory – Brussels, Brüssel
- Museum für Naturwissenschaften, Brüssel
- Technopolis (Belgien), Mechelen, Belgien

### Dänemark
- Danfoss Universe, Nordborg
- Experimentarium, Kopenhagen
- Steno Museum, Aarhus
- Dänisches Technikmuseum (Danmarks Tekniske Museum), Helsingør
- Xploorit, Kolding

### Deutschland
| Name                                          | Ort          | Inhalt                                                                        |
| --------------------------------------------- | ------------ | ----------------------------------------------------------------------------- |
| 3D-Museum                                     | Dinkelsbühl  |                                                                               |
| DASA – Arbeitswelt Ausstellung                | Dortmund     |                                                                               |
| Deutsches Hygiene-Museum                      | Dresden      |                                                                               |
| Deutsches Museum                              | München      |                                                                               |
| Spectrum                                      | Berlin       |                                                                               |
| Dynamikum                                     | Pirmasens    |                                                                               |
| Energie-, Bildungs- und Erlebniszentrum (EEZ) | Aurich       |                                                                               |
| Erfahrungsfeld                                | Essen        |                                                                               |
| Experiminta                                   | Frankfurt    |                                                                               |
| ExploHeidelberg                               | Heidelberg   |                                                                               |
| explorhino                                    | Aalen        |                                                                               |
| Explora                                       | Frankfurt    |                                                                               |
| Explorata-Mitmachwelt                         | Zella-Mehlis |                                                                               |
| Exploratorium Potsdam                         | Potsdam      |                                                                               |
| Experimenta                                   | Freudenstadt |                                                                               |
| Experimenta Heilbronn                         | Heilbronn    |                                                                               |
| Game Science Center                           | Berlin       |                                                                               |
| Imaginata                                     | Jena         |                                                                               |
| Mathematikum                                  | Gießen       |                                                                               |
| Odysseum                                      | Köln         |                                                                               |
| Phänomenta Bremerhaven                        | Bremerhaven  |                                                                               |
| Phänomenta                                    | Flensburg    |                                                                               |
| Phänomenta Lüdenscheid                        | Lüdenscheid  |                                                                               |
| Phänomenta                                    | Peenemünde   |                                                                               |
| phæno                                         | Wolfsburg    |                                                                               |
| Science House (am Europa-Park)                | Rust         | seit 7. November 2010 geschlossen                                             |
| Technische Sammlungen Dresden                 | Dresden      |                                                                               |
| Turm der Sinne                                | Nürnberg     | Experimentierstationen zu Sinnesreize und deren Verarbeitung                  |
| Universum Bremen                              | Bremen       |                                                                               |
| Zukunftsmuseum Nürnberg                       | Nürnberg     | Arbeit und Alltag, Körper und Geist, System Stadt, System Erde, Raum und Zeit |

### Estland
- AHHAA Science Center der Universität Tartu, Tartu, Estland
- Energiakeskus (Energiecenter), Tallinn

### Finnland
- Arctic Centre (Arktiszentrum), Universität Lappland, Rovaniemi
- G.A. Serlachius Museum, Mänttä
- Heureka (Science Center), Vantaa, Finnland
- Science Centre Tietomaa, Oulu

### Frankreich
- Agropolis, Montpellier
- Ampère Museum, Lyon
- Cap Sciences, Bordeaux
- Cité de l’espace, Toulouse
- Cité des Sciences et de l'Industrie, Paris, Frankreich
- Cité des télécoms, auch bekannt als Radome – Musée des Télécoms, Pleumeur-Bodou
- CCSTI de Grenoble, Grenoble
- Espace des Sciences, Rennes
- Exploradome, Vitry-sur-Seine
- Forum Départemental des Sciences, Villeneuve-d’Ascq
- La Rotonde, Saint-Étienne
- Micropolis (La Cité des Insectes), Millau
- Musée des arts et métiers, Paris, Frankreich
- Palais de la Découverte, Paris, Frankreich
- Palais de l'Univers, Cappelle la Grande
- Le Vaisseau, Straßburg
- Visiatome, Marcoule
- Vulcania, Saint-Ours-les-Roches, Auvergne

### Griechenland
- Noesis (Wissenschaftszentrum und Technisches Museum), Griechenland

### Italien
- Citta della Scienza, Neapel
- Enrico Fermi Center, Rom
- Immaginario Scientifico, Triest
- Institut und Museum für Wissenschaftsgeschichte (Instituto e Museo di Storia della Scienza), Florenz, Italien.

In diesem Museum befinden sich viele von Galileo Galilei benutzte Instrumente.
- Museo del Balì, Saltara
- Museo nazionale della scienza e della tecnologia Leonardo da Vinci, Mailand, Italien
- Museo di Fisica di Sardegna (Physics Museum of Sardinia), Universität Cagliari
- Museo Gianni Caproni, Trient
- Post Science Center (Perugia Officina per la Scienza e la Tecnologia), Perugia

### Kroatien
- Technisches Museum (Tehnički muzej), Zagreb

### Lettland
- Bērnu zinātnes centrs "Tehnoannas pagrabi” (Science Center für Kinder), Riga

### Luxemburg
- Luxembourg Science Center[1]

### Monaco
- Ozeanographisches Museum Monaco, Monaco

### Niederlande
- NEMO (Museum), Amsterdam
- Science Centre, Delft
- Discovery Center Continium, Kerkrade

### Norwegen
- DuVerden, Porsgrunn
- Inspiria Science Centre, Sarpsborg
- Jærmuseet
  - Vitengarden (the Science Farm), Nærbø
  - Vitenfabrikken (the Science Factory), Sandnes
- Oslo Vitensenter, Norsk Teknisk Museum (Norwegisches Museum für Wissenschaft und Technik), Oslo
- Nordnorsk vitensenter (Nordnorwegisches Science Center), Tromsø und Alta
- VilVite, Bergen
- Vitenparken, Universität für Umwelt- und Biowissenschaften, Ås
- Vitensenteret i Trondheim, Trondheim
- Vitensenteret Innlandet (Science Center Innlandet), Gjøvik
- Vitensenteret Sørlandet, Arendal und Kristiansand

### Österreich
- Ars Electronica, Linz
- CoSA – Center of Science Activities, Graz
- Science Park JKU Linz
- Haus der Musik, Wien
- Haus der Natur Salzburg
- Technisches Museum Wien, Wien
- Expi - hands on Science Center, Gotschuchen, St. Margareten im Rosental, Kärnten
- Welios, Wels (zum Thema „erneuerbare Energie“)

### Polen
- Wissenschaftszentrum Kopernikus (Centrum Nauki Kopernik), Warschau
- Hewelianum, Gdańsk

### Portugal
- „Casa da Luz“ Electricity Museum, Funchal, Madeira
- Centro Ciência Viva da Amadora (Interaktives Science Center Amadora), Amadora
- Centro Ciência Viva da Floresta (Waldbiologisches Science Center), Proença-a-nova
- Centro Ciência Viva de Tavira, Tavira
- Centro Ciência Viva de Vila do Conde („Ciência Viva“ Science Center), Vila do Conde
- Centro Ciência Viva do Alviela, Alcanena
- Centro Ciência Viva de Estremoz, Estremoz
- Centro Ciencia Viva do Algarve, Faro
- Centro Ciência Viva de Bragança, Bragança
- Centro Ciência Viva de Sintra, Sintra
- Centro Ciência Viva do Porto Moniz, Porto Moniz
- Centro Ciência Viva de Constância
- Exploratorio – Centro Ciência Viva
- Pavilion of Knowledge – Ciência Viva (Pavilhão do Conhecimento), Lissabon, Portugal
- Planetário Calouste Gulbenkian – Centro Ciência Viva, Lissabon
- Science Museum der Universität Coimbra, Coimbra
- Visionarium (Portugal), Santa Maria da Feira

### Russland
- Mineralogisches Museum, Staatliche Universität Sankt Petersburg, Sankt Petersburg
- Dmitry Mendeleev Museum & Archiv, Staatliche Universität Sankt Petersburg, Sankt Petersburg
- Militärmedizinisches Museum, Sankt Petersburg
- Kunstkamera, Sankt Petersburg
- Polytechnisches Museum, Moskau

### Schweden
- Framtidsmuseet (Zukunftsmuseum), Borlänge
- Malmö Museums – Technology & Maritime House, Malmö
- Molekylverkstan, Stenungsund
- Ethnografisches Museum Stockholm, Stockholm
- Tekniska Museet (Technisches Museum), Stockholm
- Nobelmuseum, Stockholm
- Stockholm Observatory, Stockholm
- Technichus, Härnösand
- Teknikens Hus, Luleå
- Tom Tits Experiment, Sodertalje
- Universeum, Göteborg

### Schweiz
| Name                            | Ort        | Inhalt                                      |
| ------------------------------- | ---------- | ------------------------------------------- |
| Alimentarium                    | Vevey      |                                             |
| focusTerra an der ETH Zürich    | Zürich     |                                             |
| Microcosm am CERN               | Meyrin     |                                             |
| Museum für Kommunikation        | Bern       |                                             |
| Swiss Science Center Technorama | Winterthur | Biologie, Chemie, Physik, Labore, Workshops |

### Serbien
- Nikola Tesla Museum, Belgrad
- Petnica Science Center, Valjevo

### Slowenien
- Tehniški muzej Slovenije (Technisches Museum von Slowenien), Ljubljana
- Ustanova Hisa Eksperimentov – Haus der Experimente, Ljubljana

### Spanien
- Ciutat de les Arts i les Ciències, Valencia
- CosmoCaixa Barcelona, Barcelona
- CosmoCaixa Madrid, Madrid
- Kutxaespacio de la Ciencia, Donostia-San Sebastián
- Museu Agbar, Cornellà de Llobregat
- Museo Elder, Las Palmas
- Museos Científicos Coruñeses (=mc2), A Coruña
- Museo de la Ciencia y El Cosmos, La Laguna, Teneriffa
- Museu de la Ciència i de la Tècnica de Catalunya, Terrassa
- Museo de la Ciencia y el Agua, Murcia
- Museo de las Ciencias de Castilla-La Mancha, Cuenca
- Museo Nacional de Ciencias Naturales, Madrid, Spanien
- Museo Nacional de Ciencia y Tecnología, Madrid
- Paleontological Park Dinopolis, Teruel
- Parque de las Ciencias, Granada

### Tschechische Republik
- Mendel Museum der Genetik an der Masaryk-Universität, Brünn
- IQLANDIA, Liberec
- Nationales Technikmuseum (Prag), Prag
- Techmania, Pilsen

### Ungarn
- Csodák Palotája, Palast der Wunder, Budapest
- Magyar Vegyészeti Múzeum, Ungarisches Chemiemuseum, Várpalota, Thury Vár
- Futura Interaktives Naturwissenschaftliches Museum, Mosonmagyaróvár

### Vereinigtes Königreich
- Army Medical Services Museum, Mytchett, Surrey
- Anaesthesia Heritage Centre, London
- At-Bristol, Bristol, England
- Benjamin Franklin House, London
- Bletchley Park, Bletchley, England
- British Dental Association Museum, London
- British Optical Association Museum, London
- British Red Cross Museum, London
- Brooklands Museum Discovery Zone, Weybridge
- Building Exploratory, London
- Catalyst Science Discovery Centre, Cheshire, England
- Centre for Life, Newcastle upon Tyne, England
- Centre of the Cell, Queen Mary, University of London, London
- Discovery, Weymouth, England
- The Discovery Museum, Newcastle upon Tyne
- Enginuity, Shropshire, England
- Fleming Museum, London
- Florence Nightingale Museum, London
- Foredown Tower Countryside Centre, Portslade
- Glenside Museum, Bristol
- Green's Windmill and Science Centre, Sneinton
- Hunterian Museum at Royal College of Surgeons, London
- Inspire Discovery Centre, Norwich, England
- INTECH, Winchester
- Jodrell Bank Visitor Centre, Macclesfield
- Look Out Discovery Centre, Bracknell Forest, Bracknell
- Magna Science Adventure, Rotherham
- Making It! Discovery Centre, Mansfield, Nottinghamshire
- Michael Faraday Museum, London
- Museum of the History of Science, University of Oxford, Oxford, England
- National Conservation Centre, Liverpool
- National Maritime Museum, Greenwich, England
- National Space Centre, Leicester, England
- National Stone Centre, Matlock, Derbyshire, England
- Observatory Science Centre, Hailsham
- Old Operating Theatre, London
- Porthcurno Telegraph Museum, Porthcurno, Cornwall
- REME Museum of Technology, Arborfield
- Royal Institution: Faraday Museum, London, England
- Royal London Hospital Museum and Archives, London
- Royal Pharmaceutical Society Museum, London
- Sanford Mill, Chelmsford
- Science and Industry Museum, Manchester, England
- Science Museum, London, England
- Science Oxford, Oxford, England
- Snibston Discovery Park, Coalville, Leicestershire
- Thackray Museum, Leeds
- Thinktank, Birmingham, Birmingham
- Whipple Museum of the History of Science, University of Cambridge, Cambridge, England
- Whitby Wizard, Whitby, Yorkshire, England
- Woolsthorpe Manor, Woolsthorpe-by-Colsterworth

- Glasgow Science Centre, Glasgow, Schottland
- Mills Observatory, Dundee, Schottland
- Our Dynamic Earth in Edinburgh, Schottland, beschäftigt sich speziell mit Geowissenschaft
- Satrosphere Science Centre, Aberdeen, Schottland
- Sensation Dundee, Dundee, Schottland
- Surgeons' Hall, Edinburgh, Schottland
- Center for Alternative Technology, Powys, Wales
- Techniquest, Cardiff Bay, Wales
- Techiquest@NEWI, Wrexham, Wales

- Armagh Planetarium, Armagh, Nordirland
- W5-whowhatwherewhenwhy, Belfast, Nordirland
- Birr Castle: Ireland's Historic Science Centre, Birr, Irland
- Exploration Station, Dublin, Irland, under construction near Heuston Station, planned opening in 2009

## Lateinamerika

### Argentinien
- Exploratorio, Buenos Aires
- Museo Participativo de Ciencias, Buenos Aires
- PUERTOCIENCIA, Museo Interactivo de Ciencias, Entre Ríos

### Brasilien
- ESTAÇÃO CIÊNCIA, São Paulo
- Fundação Planetário da Cidade do Rio de Janeiro, Rio de Janeiro
- Museu Exploratório de Ciências da UNICAMP, Campinas
- Museu da Vida (Museum des Lebens), Rio de Janeiro
- National Museum of Brazil, Rio de Janeiro

### Chile
- Explora, Santiago
- Museo Interactivo Mirador – MIM, Santiago

### Kolumbien
- Centro Interactivo de Ciencia y Tecnologia, Bogotá

### Mexiko
- Alfa Planetarium, Monterrey
- Semilla, Museo-Centro de Ciencia y Tecnologia, Chihuahua
- Caracol, Museo de Ciencias de Ensenada, Ensenada
- Centro de Ciencias de Sinaloa, Culiacán, Sinaloa
- Centro de Ciencias EXPLORA, León, Guanajuato
- Centro de Difusión de Ciencia y Tecnología, Azcapotzalco
- Descubre, Museo Interactivo de Ciencia y Tecnología, Aguascalientes
- Museo de la Luz (Licht-Museum), Chilpancingo, Guerrero
- Museo El Rehilete, Pachuca, Hidalgo
- Museo Interactivo “La Avispa”, Chilpancingo, Guerrero
- Museo Interactivo de Xalapa – MIX, Xalapa, Veracruz
- Museo Tecnologico de la CFE (MUTEC)
- Papalote, Museo del Niño
- Sol del Niño, Science and Technology Center, Baja California
- Trompo Magico, Zapopan
- UNIVERSUM Museo de las Ciencias, Mexiko-Stadt, Mexiko
- Zig Zag Centro Interactivo de Ciencias Zacatecas, Zacatecas

### Panama
- Explora Panama, Panama

### Trinidad & Tobago
- National Science Centre, D’Abadie

### Uruguay
- Ciencia Viva (Lebendige Wissenschaft), Montevideo

### Venezuela
- Museo de Ciencia y Tecnología del Estado Mérida, Merida

## Nordamerika

### Kanada
(geordnet nach Provinzen)

#### Alberta
- Oil Sands Discovery Centre, Fort McMurray
- Telus World of Science, Calgary, Alberta
- Telus World of Science, Edmonton, Alberta

#### British Columbia
- BIG Little Science Centre, Kamloops
- Centre of the Universe, Victoria
- The Exploration Place (Fraser Fort George Regional Museum), Prince George
- H. R. MacMillan Space Centre, Vancouver, British Columbia
- Okanagan Science Centre, Vernon
- Royal British Columbia Museum, Victoria
- Science World at Telus World of Science, Vancouver

#### Manitoba
- Manitoba Museum, Winnipeg, Manitoba

#### New Brunswick
- Science East, Fredericton

#### Neufundland
- Newfoundland Science Centre, St. John’s

#### Nova Scotia
- Discovery Centre, Halifax, Nova Scotia

#### Ontario
- Canadian Museum of Nature, Ottawa, Ontario
- Canada Science and Technology Museum, Ottawa, Ontario
- Ontario Science Centre, Toronto, Ontario
- Personal Computer Museum, Brantford
- Science City South, Windsor
- Science North und Dynamic Earth in Sudbury, Ontario

#### Québec
- Armand Frappier Museum, Laval
- Cosmodome (Laval), Québec
- Mont Mégantic Observatory, Notre-Dame des Bois
- Montréal Science Centre, Montreal, Québec

#### Saskatchewan
- Saskatchewan Science Centre, Regina, Saskatchewan

#### Yukon
- Northern Lights Centre, Watson Lake

### Vereinigte Staaten
siehe Liste von Science Centern in den Vereinigten Staaten

## Asien und Ozeanien

### Aserbaidschan
- Museum der Aserbaidschanischen Medizin, Baku
- Caspian Energy Centre, Sanqaçal, Bezirk Qaradağ, Baku, Aserbaidschan

### Australien
- Discovery Science & Technology Centre, Bendigo, Victoria
- Fremantle Light and Sound Discovery Center, Fremantle
- Hands On Energy Discovery Centre, Hydro Tasmania, Hobart, Tasmanien
- Imaginarium Science Centre, Devonport, Tasmanien
- Melbourne Museum, Melbourne
- Monash Science Centre, Clayton, Melbourne
- Newcastle Museum, Newcastle, New South Wales
- Physics Museum of the University of Queensland, Brisbane
- Powerhouse Museum, Sydney, Australien
- Queensland Museum, Brisbane
- Questacon – The National Science and Technology Centre, Canberra, Australien
- Scienceworks Museum, Melbourne, Australien
- Scitech, Perth
- South Australian Museum, Adelaide
- Wollongong Science Centre und Planetarium, Fairy Meadow, New South Wales

### Bangladesch
- Nationales Museum für Wissenschaft und Technologie (Bangladesch), Agargaaon, Dhaka

### Brunei
- Oil & Gas Discovery Center, Seria

### Volksrepublik China
- Naturhistorisches Museum Peking
- China Science and Technology Centre, Peking
- Fanling Environmental Resource Centre, Fanling, Hongkong
- Guangdong Science Center, Guangzhou
- Haier Science and Technology Gallery, Laoshan
- Health Education Exhibition and Resources Centre, Kowloon Park, Hongkong
- Hong Kong Museum of Medical Sciences, Hongkong
- Hong Kong Science Museum, Hongkong, China
- Hong Kong Space Museum, Tsim Sha Tsui, Hongkong
- Macao Science Center, Macau
- Shanghai Science and Technology Museum, Pudong, Shanghai
- Sichuan Science and Technology Museum, Sichuan
- Tianjin Museum of Science and Technology, Tianjin

### Republik China (auf Taiwan)
- National Museum of Natural Science, Taiwan, Taichung
- National Science and Technology Museum, Kaohsiung
- National Taiwan Science Education Center, Taipeh

### Indien
- Birla Industrial & Technological Museum, Kalkutta
- Goa Science Center, Panaji
- Kapila Science Park, Kapila
- National Science Centre, Neu-Delhi
- Nehru Museum of Science and Technology, Kharagpur
- Raman Science Center, Nagpur
- Regional Science Centre, Lakhnau
- Regional Science Centre and Planetarium Calicut, Kozhikode
- Science Center, Dhenkanal
- Science City, Kalkutta
- Visvesvaraya Industrial and Technological Museum, Bangalore
- Shrikrishna Science Centre, Patna
- National Council of Science Museums (NCSM), Indien

### Indonesien
- Pusat Peragaan IPTEK – Science and Technology Centre of Indonesia, Jakarta

### Israel
- Bloomfield Science Museum, Jerusalem
- Madatech, Nationales Museum der Wissenschaft, Technologie und Raumfahrt, Haifa

### Japan
- Gifu City Science Museum, Gifu, Präfektur Gifu
- Ehime Prefectural Science Museum, Niihama, Präfektur Ehime
- Hiroshima-shi Kodomo Bunka Kagakukan (Kindermuseum), Hiroshima
- Miraikan, Odaiba, Tokio
- Nagoya City Science Museum, Nagoya
- Nationalmuseum der Naturwissenschaften, Tokio, Japan
- Science Museum, Tokio, Japan
- Osaka Science Museum, Osaka, Japan
- Science Museum of Map and Survey, Tsukuba
- Science Square Tsukuba, Tsukuba
- Tsukuba Expo Center, Tsukuba

### Kuwait
- The Scientific Center of Kuwait, Salmiya

### Malaysia
- Pusat Sains Negara (National Science Centre), Kuala Lumpur
- Petrosains Discovery Centre, Suria KLCC, Kuala Lumpur

### Neuseeland
- Exscite, Hamilton (Neuseeland)
- Museum of Transport and Technology, Western Springs, Auckland
- Science Alive! - The New Zealand Science Centre, Christchurch
- Te Manawa: Museum, Gallery, Science Centre, Palmerston North

### Pakistan
- National Museum of Science & Technology, Lahore

### Philippinen
- Philippine Science Centrum, Marikina, Metro Manila
- Bicol Science Centrum, Naga City, Camarines Sur
- Iloilo Science Centrum, Iloilo City, Iloilo
- SM Science Discovery Center, Pasay City, Metro Manila

### Saudi-Arabien
- SciTech – Sultan Bin Abdulaziz Science and Technology Center, Al Khobar

### Singapur
- Science Center Singapur, Jurong Ost

### Südkorea
- Nationales Wissenschaftsmuseum, Daejeon

### Thailand
- National Science Museum, Pathum Thani

### Türkei
- Rahmi M. Koç Museum, Istanbul
- Silahtarağa Elektrik Santralı Energiemuseum, Istanbul
- Bilim Merkezi, Istanbul
- State Meteorological Service's Museum, Ankara

### Vereinigte Arabische Emirate
- Sharjah Science Museum, Schardscha-Stadt

## Afrika

### Ägypten
- ALEXploratorium, Bibliotheca Alexandrina, Alexandria

### Mauritius
- Rajiv Gandhi Science Centre, Bell Village

### Südafrika
- Giyani Science Center, Giyani
- MTN Sciencentre, Kapstadt
- Old Mutual-MTN ScienCentre, Umhlanga Rocks
- Olwazini Discovery Centre, Pietermaritzburg
- Sci-Bono, Johannesburg
- Sci-Enza, University of Pretoria, Pretoria
- Unizul Science Centre, University of Zululand, Richards Bay
- Visitor Center at Lethabo Power Station, Lethabo, Deneysville
- Visitor Center at Koeberg Power Station, Koeberg, Melkbosstrand